# Elezioni regionali in Campania del 1970
Le elezioni regionali in Campania del 1970 si tennero il 7-8 giugno.

## Risultati elettorali
| Liste                                                    | Voti      | %     | Seggi |
| -------------------------------------------------------- | --------- | ----- | ----- |
| Democrazia Cristiana (DC)                                | 1.001.340 | 39,63 | 25    |
| Partito Comunista Italiano (PCI)                         | 551.599   | 21,83 | 13    |
| Partito Socialista Italiano (PSI)                        | 276.225   | 10,93 | 7     |
| Movimento Sociale Italiano (MSI)                         | 222.918   | 8,82  | 5     |
| Partito Socialista Unitario (PSU)                        | 177.874   | 7,04  | 4     |
| Partito Liberale Italiano (PLI)                          | 89.825    | 3,55  | 2     |
| Partito Repubblicano Italiano (PRI)                      | 77.513    | 3,07  | 2     |
| Partito Socialista Italiano di Unità Proletaria (PSIUP)  | 64.098    | 2,54  | 1     |
| Partito Democratico Italiano di Unità Monarchica (PDIUM) | 58.993    | 2,33  | 1     |
| Partito Autonomo Pensionati d'Italia (PAPI)              | 6.385     | 0,25  | -     |
| Totale                                                   | 2.526.770 |       | 60    |

| Riepilogo dei seggi | Riepilogo dei seggi | Riepilogo dei seggi | Riepilogo dei seggi | Riepilogo dei seggi | Riepilogo dei seggi | Riepilogo dei seggi |
| ------------------- | ------------------- | ------------------- | ------------------- | ------------------- | ------------------- | ------------------- |
|                     |                     |                     |                     |                     |                     |                     |
| PCI                 | 13                  | N/A                 |                     | PSIUP               | 1                   | N/A                 |
| PSI                 | 7                   | N/A                 |                     | PSU                 | 4                   | N/A                 |
| PRI                 | 2                   | N/A                 |                     | DC                  | 25                  | N/A                 |
| PLI                 | 2                   | N/A                 |                     | PDIUM               | 1                   | N/A                 |
| MSI                 | 5                   | N/A                 |                     |                     |                     |                     |